# واتسلاو ترویان
واتسلاو ترویان (چکی: Václav Trojan; ۲۴ آوریل ۱۹۰۷ – ۵ ژوئیهٔ ۱۹۸۳) آهنگساز موسیقی کلاسیک اهل کشور چکسلواکی بود که بیشتر به خاطر موسیقی فیلم‌هایش شناخته می‌شود. ترویان از سال ۱۹۲۳ تا ۱۹۲۷ آهنگسازی را در هنرستان موسیقی پراگ زیر نظر یاروسلاو کژیچکا و اوتاکار اوسترچیل آموخت. او تا سال ۱۹۲۹ تحصیلات خود را در کلاسهای استاد آهنگسازی آلویس هابا، یوزف سوک و ویتسسلاو نواک ادامه داد. او آهنگساز و تنظیم کننده موسیقی رقص و جاز در دهه ۱۹۳۰ بود و از سال ۱۹۳۷ تا ۱۹۴۵ مدیر موسیقی رادیو پراگ بود. ترویان پس از پایان جنگ جهانی دوم، اغلب برای فیلم، صحنه و رادیو آهنگسازی می‌کرد و ارتباط نزدیکی با کارگردان یرژی ترونکا ایجاد کرد و به خاطر موسیقی‌اش برای فیلم‌های عروسکی انیمیشن محبوب ترونکا، شهرت بین‌المللی به دست آورد. موسیقی ترویان بیشتر به سبک نئوکلاسیک نوشته شده‌است و او اغلب از سنت‌های موسیقی محلی چک الهام گرفته‌است.